# Larus occidentalis
Il gabbiano occidentale (Larus occidentalis, Audubon 1839) è un uccello della famiglia dei Laridi.

## Sistematica
Larus occidentalis ha due sottospecie:
- L. occidentalis occidentalis
- L. occidentalis wymani

## Distribuzione e habitat
Questo gabbiano vive in Nord America, dal Messico al Canada, soprattutto sul versante pacifico; più raro su quello atlantico.

## Galleria d'immagini

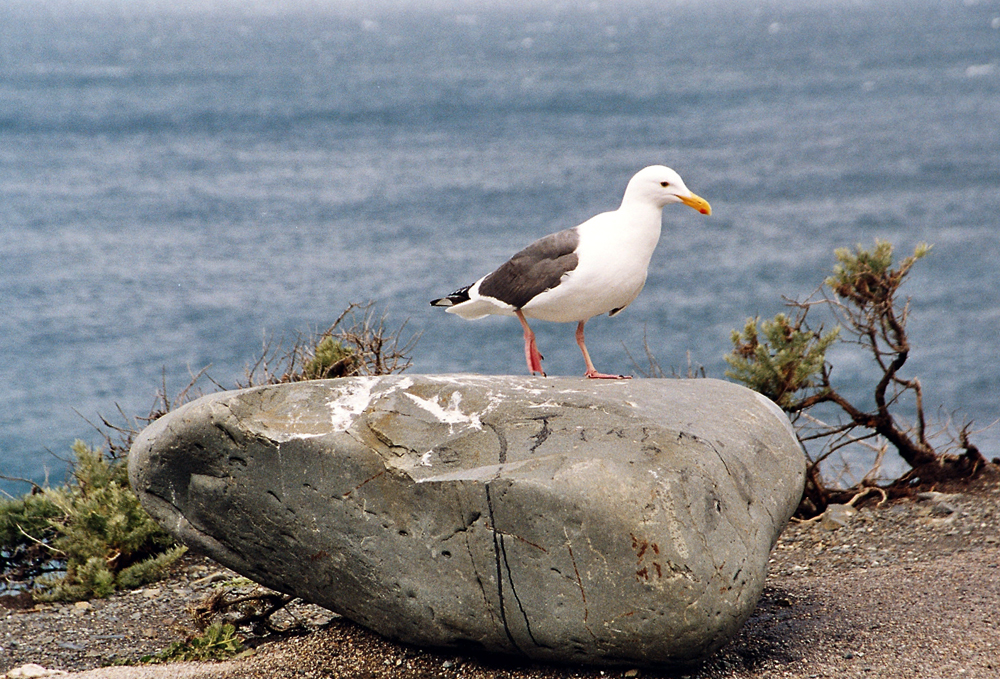
Un gabbiano su un masso da scogliera.
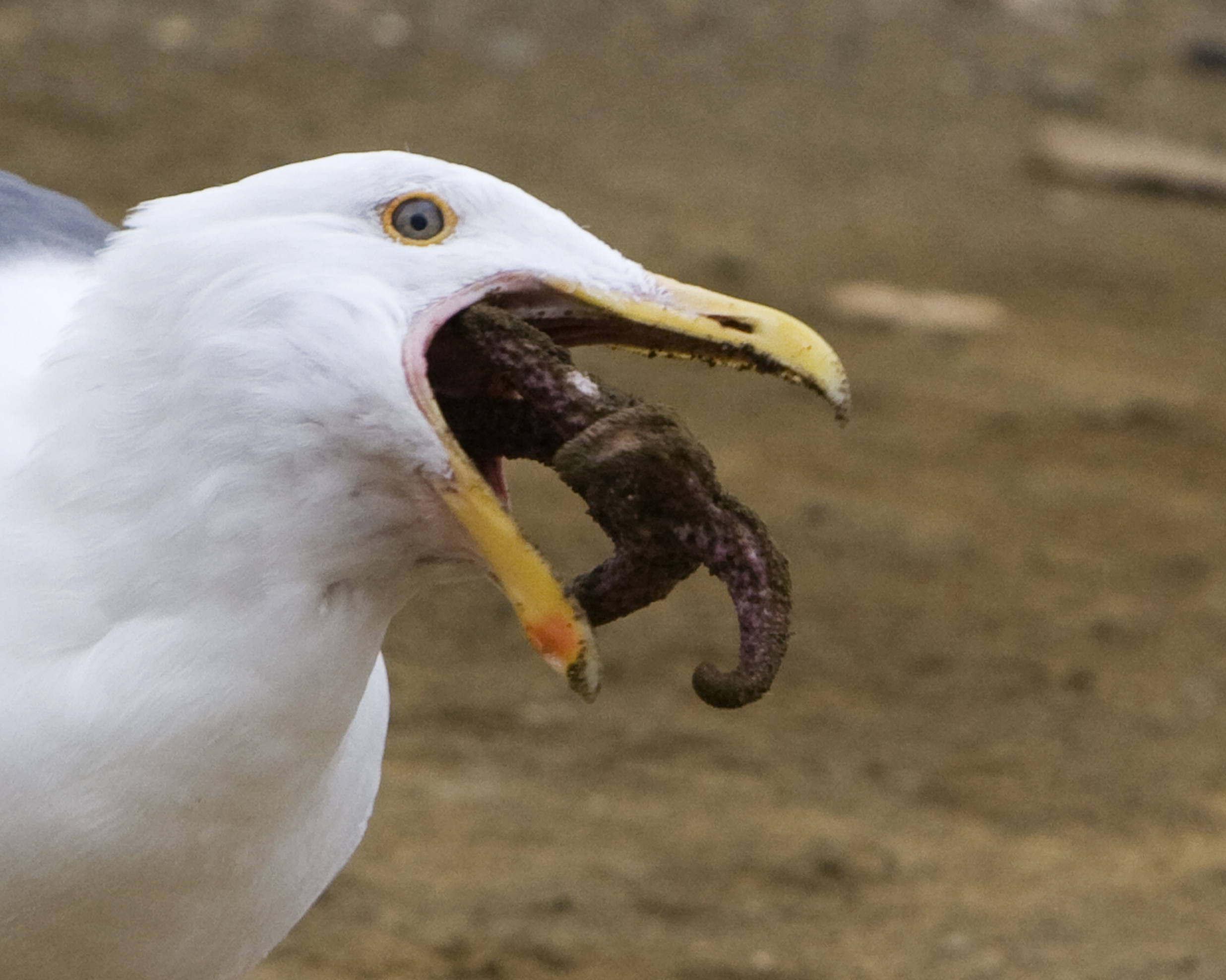
L. occidentalis che mangia una stella marina.
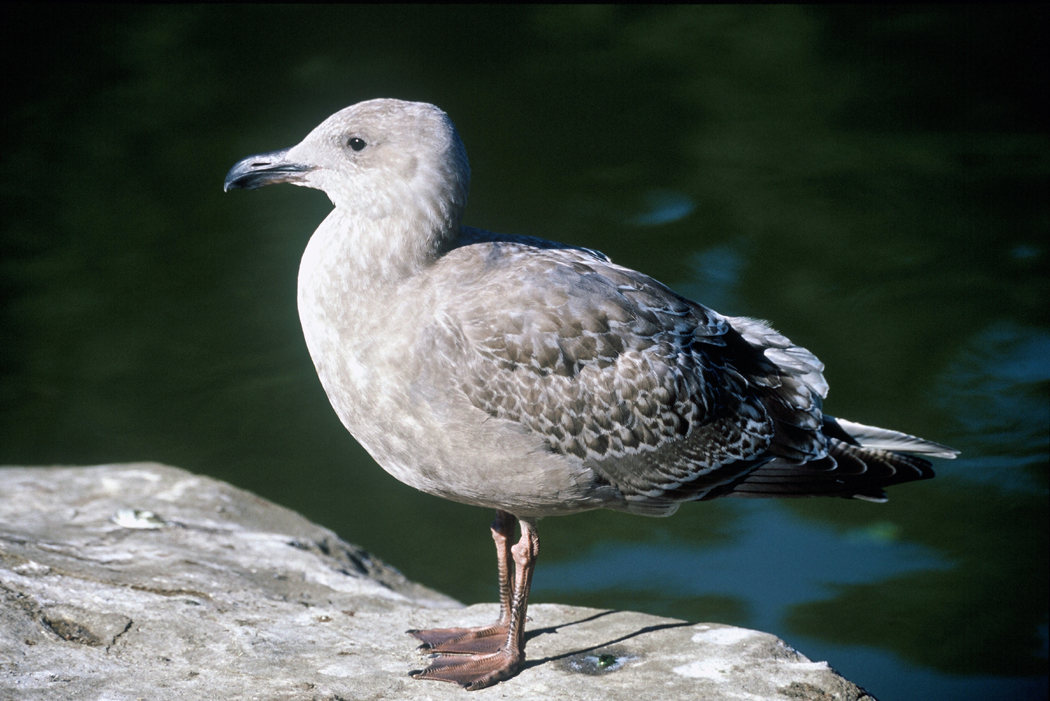
Giovane di L. occidentalis.
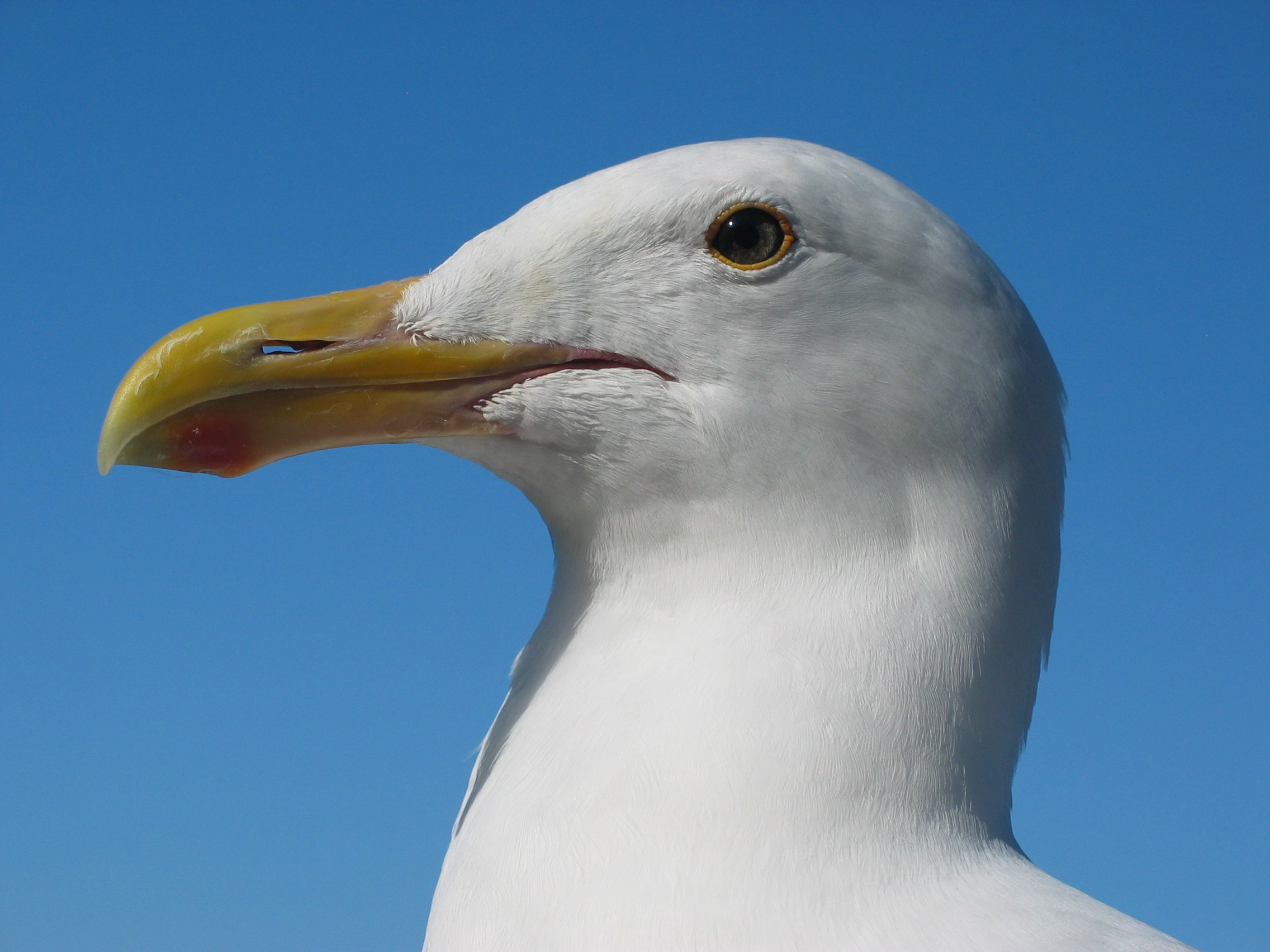
Gabbiano a Monterey in California.